# علف خر برگ‌باریک
علف خر برگ‌باریک، بید علفی غاری، غاربیدی (نام علمی: Epilobium anagallidifolium) نام یک گونه (زیست‌شناسی) از سرده بید علفی است.